# Clausia
Clausia es un género de plantas fanerógamas de la familia Brassicaceae. Comprende 17 especies descritas y de estas, solo 6 aceptadas.

## Taxonomía
El género fue descrito por Trotsky ex Hayek y publicado en Beihefte zum Botanischen Centralblatt 27: 223. 1911.

## Especies aceptadas
A continuación se brinda un listado de las especies del género Clausia aceptadas hasta julio de 2014, ordenadas alfabéticamente. Para cada una se indica el nombre binomial seguido del autor, abreviado según las convenciones y usos.	
- Clausia agideliensis Knjaz.
- Clausia aprica (Stephan ex Willd.) Trotsky
- Clausia kasakhorum Pavlov
- Clausia podlechii Dvorák
- Clausia robusta Pachom.
- Clausia trichosepala (Turcz.) Dvorák